# Лейм-Дір (Монтана)
Лейм-Дір (англ. Lame Deer; шеєн.Meaveʼhoʼeno ) — переписна місцевість (CDP) в США, в окрузі Роузбад штату Монтана. Населення — 1897 осіб (2020).

## Географія
Лейм-Дір розташований за координатами 45°37′4″ пн. ш. 106°36′48″ зх. д. / 45.61778° пн. ш. 106.61333° зх. д. (45.617654, -106.613367).  За даними Бюро перепису населення США в 2010 році переписна місцевість мала площу 143,96 км², уся площа — суходіл.

## Демографія
Згідно з переписом 2010 року, у переписній місцевості мешкали 2052 особи в 521 домогосподарстві у складі 401 родини. Густота населення становила 14 особи/км².  Було 613 помешкання (4/км²).
Расовий склад населення:
| - 93,7 % — корінних американців - 4,3 % — білих - 0,3 % — чорних або афроамериканців - 0,1 % — азіатів |

До двох чи більше рас належало 1,4 %. Частка іспаномовних становила 3,4 % від усіх жителів.
За віковим діапазоном населення розподілялося таким чином: 39,0 % — особи молодші 18 років, 55,4 % — особи у віці 18—64 років, 5,6 % — особи у віці 65 років та старші. Медіана віку мешканця становила 23,9 року. На 100 осіб жіночої статі у переписній місцевості припадало 102,0 чоловіків;  на 100 жінок у віці від 18 років та старших — 98,6 чоловіків також старших 18 років.
Середній дохід на одне домашнє господарство  становив 40 791 долар США (медіана — 26 293), а середній дохід на одну сім'ю — 44 686 доларів (медіана — 30 759). Медіана доходів становила 38 250 доларів для чоловіків та 34 667 доларів для жінок. За межею бідності перебувало 45,1 % осіб, у тому числі 53,1 % дітей у віці до 18 років та 39,9 % осіб у віці 65 років та старших.
Цивільне працевлаштоване населення становило 582 особи. Основні галузі зайнятості: освіта, охорона здоров'я та соціальна допомога — 36,3 %, публічна адміністрація — 27,3 %, фінанси, страхування та нерухомість — 6,9 %, сільське господарство, лісництво, риболовля — 6,9 %.